# Tinodes manni
Tinodes manni är en nattsländeart som beskrevs av Mclachlan 1878. Tinodes manni ingår i släktet Tinodes och familjen tunnelnattsländor. Inga underarter finns listade i Catalogue of Life.